# Писарівська сільська рада (Золочівський район)
Писарі́вська сільська́ ра́да — адміністративно-територіальна одиниця та орган місцевого самоврядування в Золочівському районі Харківської області. Адміністративний центр — село Писарівка.

## Загальні відомості
- Писарівська сільська рада утворена в 1920 році.
- Територія ради: 106,23 км²
- Населення ради: 1 946 осіб (станом на 2001 рік)
- Територією ради протікає річка Мерло.

## Населені пункти
Сільській раді підпорядковані населені пункти:
- с. Писарівка
- с. Гур'їв
- с. Леміщине
- с. Малижине
- с. Мерло
- с. Морозова Долина
- с. Рясне

## Склад ради
Рада складається з 16 депутатів та голови.
- Голова ради: Гнатишин Ігор Іванович
- Секретар ради: Григоренко Людмила Василівна

### Керівний склад попередніх скликань
| Прізвище, ім'я, по батькові | Основні відомості                                                         | Дата обрання | Дата звільнення |
| --------------------------- | ------------------------------------------------------------------------- | ------------ | --------------- |
| Різниченко Меланія Павлівна | Сільський голова, 1956 року народження, позапартійна                      | 26.03.2006   | 31.10.2010      |
| Гнатишин Ігор Іванович      | Сільський голова, 1967 року народження, освіта вища, член Партії регіонів | 31.10.2010   |                 |

Примітка: таблиця складена за даними сайту Верховної Ради України

### Депутати
За результатами місцевих виборів 2010 року депутатами ради стали:

#### За суб'єктами висування
| Суб'єкт висування                                       | Кількість обраних депутатів | %    |
| ------------------------------------------------------- | --------------------------- | ---- |
| Партія регіонів                                         | 8                           | 50   |
| Комуністична партія України                             | 4                           | 25   |
| Народна партія                                          | 2                           | 12,5 |
| Політична партія Всеукраїнське об'єднання «Батьківщина» | 1                           | 6,3  |
| Самовисування                                           | 1                           | 6,3  |

#### За округами
| № округу                                                | Прізвище, ім'я, по батькові    | Дата визнання обраним | Освіта             | Партійна приналежність                        | Відомості про обраного депутата                             |
| ------------------------------------------------------- | ------------------------------ | --------------------- | ------------------ | --------------------------------------------- | ----------------------------------------------------------- |
| Комуністична партія України                             |                                |                       |                    |                                               |                                                             |
| 5                                                       | Чернишова Людмила Миколаївна   | 04.11.2010            | середня спеціальна | позапартійна                                  | Писарівська сільська рада, землевпорядник                   |
| 7                                                       | Григоренко Людмила Василівна   | 04.11.2010            | середня            | позапартійна                                  | СВК ім. Фрунзе, обліковець                                  |
| 9                                                       | Рибальченко Віктор Сергійович  | 04.11.2010            | середня            | позапартійний                                 | СВК ім. Фрунзе, бригадир                                    |
| 14                                                      | Назаренко Олена Дмитрівна      | 04.11.2010            | середня            | позапартійна                                  | пенсіонер                                                   |
| Народна Партія                                          |                                |                       |                    |                                               |                                                             |
| 13                                                      | Коротенко Іван Степанович      | 04.11.2010            | вища               | член Народної партії                          | ДП «Жовтневий лісгосп», майстер лісу                        |
| 16                                                      | Труба Василь Васильович        | 04.11.2010            | середня            | член Народної партії                          | приватний підприємець                                       |
| Партія регіонів                                         |                                |                       |                    |                                               |                                                             |
| 1                                                       | Кобець Леонід Семенович        | 04.11.2010            | вища               | член Партії регіонів                          | Писарівська загальноосвітня школа I-III ст., вчитель        |
| 2                                                       | Тіщенко Віктор Петрович        | 04.11.2010            | середня спеціальна | член Партії регіонів                          | СВК ім. Фрунзе, пасічник                                    |
| 4                                                       | Ворона Ольга Володимирівна     | 04.11.2010            | середня            | член Партії регіонів                          | Малиженський психоневрологічний інтернат, медична сестра    |
| 6                                                       | Шумейко Надія Вікторівна       | 04.11.2010            | вища               | член Партії регіонів                          | СВК ім. Фрунзе, зоотехнік                                   |
| 8                                                       | Корінько Олександр Федорович   | 04.11.2010            | вища               | член Партії регіонів                          | пенсіонер                                                   |
| 10                                                      | Тельнова Алла Володимирівна    | 04.11.2010            | середня            | член Партії регіонів                          | Поштове відділення с. Рясне, начальник                      |
| 11                                                      | Бондаренко Світлана Миколаївна | 04.11.2010            | вища               | член Партії регіонів                          | Писарівська загальноосвітня школа I-III ст., вчитель        |
| 12                                                      | Харченко Микола Михайлович     | 04.11.2010            | середня спеціальна | член Партії регіонів                          | Золочівський відділ зв'язку «Укртелеком», охоронець         |
| Політична партія Всеукраїнське об'єднання «Батьківщина» |                                |                       |                    |                                               |                                                             |
| 15                                                      | Плужник Оксана Дмитрівна       | 04.11.2010            | середня            | член Всеукраїнського об'єднання «Батьківщина» | Леміщанський фельдшерсько-акушерський пункт, медична сестра |
| Самовисування                                           |                                |                       |                    |                                               |                                                             |
| 3                                                       | Локшинська Галина Іванівна     | 04.11.2010            | середня спеціальна | позапартійна                                  | тимчасово не працює                                         |